# Seriedebatten

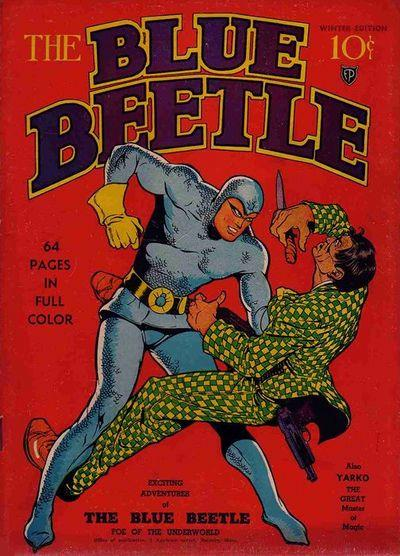
Serieläsandet blev under åren kring 1950 föremål för stor debatt.

Seriedebatten eller serietidningsdebatten var en diskussion om effekterna på barns serieläsande var negativa eller inte. Debatten rasade som värst i västvärlden under sent 1940-tal och tidigt 1950-tal, för att senare sakta tona av medan diskussionen om fiktivt våld i stället flyttades till modernare medier. Motståndare menade framför allt att våldsamma serier kunde göra barnen våldsamma. Vid fall där ungdomar misstänkts för grova våldsbrott under tidigt 1950-tal menade vissa att de tagit inspiration till handlingarna genom serietidningar. I vissa fall beskylldes även serierna för att beskriva stereotyper samt uppmuntra till exempelvis rasism och antisemitism.
Fastän debatten senare tonades av, sågs serier länge som lägre stående kultur än exempelvis böcker.

## Jorden runt

### Belgien
I Belgien arbetade vid denna tid många pedagoger och psykologer bland annat med att försöka bromsa inflödet av icke-belgiska serietidningar.

### Danmark
I Danmark upphörde Carl Aller, efter påtryckningar från föräldrar och lärare, i mitten av 1954 att publicera Stålmannen och Fantomen.

### Frankrike
Den 16 juli 1949 infördes en lag, som starkt reglerade innehållet i serietidningar riktade till ungdomar.

### Republiken Irland
Som motvikt till de amerikanska serierna startades serietidningen Leprechaun.

### Italien
I Italien infördes 1952 granskningskommittéer, bestående av föräldrar, lärare och ungdomsorganisationer, på platser där serier trycktes.

### Kanada
Den 10 december 1949 beslutade Kanadas parlament att förbjuda vissa brottsskildrande serier, så kallade "crime comics". Någon censur tillämpades inte, i stället blev det upp till domstolarna att avgöra om fallet föll inom berörda genre.

### Nederländerna
Debatten i Nederländerna präglades bland annat av tunga påtryckningar från lärarhållet.

### Norge
I Norge tillsatte Statens Folkeupplysningsråd i februari 1953 en kommitté, som i augusti samma år i sitt slutbetänkande förespråkade inrättandet av ett granskningsråd i stället för censur.

### Storbritannien
I Storbritannien växte sig debatten stark, och 1951 hölls en stor konferens i London. 1952 förbjöds import av serietidningar tryckta utanför Stirlingområdet. Efter en undersökning om ungdomens läsvanor i Bristol, som visade att serierna bland många tillhörde de populärare, beslutade Engelska kyrkans ungdomsråd 1953 att ge ut Bibeln i serieformat.

### Sverige

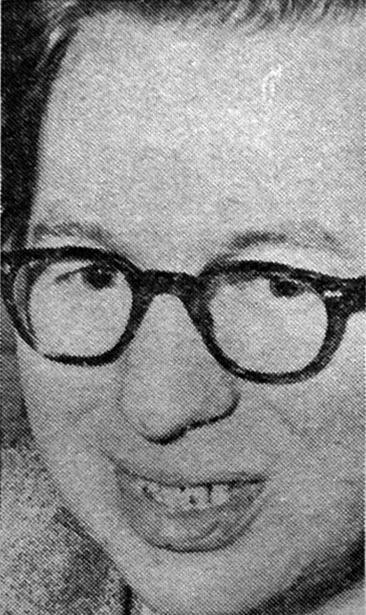
Nils Bejerot blev en av den svenska seriedebattens företrädare under tidigt 1950-tal.

I Sverige föreslog 1949 de socialdemokratiska svenska riksdagskvinnorna Disa Wästberg och Märta Öberg att utreda åtgärder för att främja "lämplig och prisbillig" barnlitteratur. Förslaget godkändes, och 1952–1953 lämnades slutbetänkandet. Många serier beskrevs som "brutala" och "sadistiska", dock ägnades bara några få rader åt serietidningar. Seriedebatten under tidigt 1950-tal företräddes i Sverige bland annat av Nils Bejerot med sin debattbok Barn – Serier – Samhälle från 1954.

### USA
I USA inleddes debatten strax efter andra världskriget. Vissa delstater förbjöd försäljning av vissa serier som ansågs skada sedligheten. 1947 engagerade sig psykiatern Fredric Wertham alltmer i debatten. 1948 antog 14 av de 30 största serieförlagen frivilligt en produktionskod, med inspiration från filmproduktionen, för att få bort inslag av "sexuell eggelse, oanständiga scener, glorifiering av brott, sadistiska
scener, skilsmässor och antireligions- och rashets".

### Österrike
I Österrike fanns vid denna tid där så kallade "osmakliga" serietidningar kunde ges distributionsförbud, om åtal väcktes av den nationella skolstyrelsen.